# Bulbophyllum evasum
Bulbophyllum evasum là một loài phong lan thuộc chi Bulbophyllum.